# Agave titanota
Agave titanota es una especie de agave perteneciente a la familia de las asparagáceas. Es una suculenta de hoja perenne de tamaño mediano originaria de Oaxaca, México. A menudo alcanza 1-2 pies de alto y 2-3 pies de ancho. Ha ganado el Premio al Mérito del Jardín de la Real Sociedad de Horticultura.

## Descripción
La planta forma una roseta solitaria de hojas anchas de color verde blanquecino con espinas variables, que miden entre 1 y 2 pies de largo y 5 pulgadas de ancho, generalmente más angosta hacia la base y más ancha cerca de la punta. Ocasionalmente, produce compensaciones. Las plantas maduras pueden producir una cabeza de flor de 3 a 6 m de altura con flores amarillas. Como es monocárpica, esto señala la muerte de la planta. Puede tolerar temperaturas de −3 grados Celsius (26,6 °F), pero en la práctica se cultiva mejor en un lugar protegido sin heladas severas. Esta planta es adecuada para las zonas de rusticidad USDA 9-11. Puede ser susceptible a las cochinillas y a la clorosis resultante de la deficiencia de magnesio.